# Ємен на літніх Олімпійських іграх 2008
Ємен брав участь у літніх Олімптйскіх іграх у Пекіні уп'яте. У заявці Ємену було представлено 5 спортсменів, у тому числі 1 жінка. Вони виступали у чотирьох видах спорту (гімнастика, дзюдо, легка атлетика, плавання) і не завоювали жодної медалі.

## Склад олімпійської команди

### Гімнастика

#### Спортивна гімнастика
Спортсменів — 1
Чоловіки
| Спортсмен         | Дисципліна             | Кваліфікація    | Кваліфікація  | Кваліфікація | Кваліфікація | Кваліфікація | Кваліфікація | Кваліфікація | Кваліфікація | Фінал      | Фінал      |
| Спортсмен         | Дисципліна             | Опорний стрибок | Вільні вправи | Кінь         | Кільця       | Бруси        | Перекладина  | Всього       | Місце        | Всього     | Місце      |
| ----------------- | ---------------------- | --------------- | ------------- | ------------ | ------------ | ------------ | ------------ | ------------ | ------------ | ---------- | ---------- |
| Нашван Аль-Харазі | Індивідуальна першість | 15,400 15,250   | 13,250        | 12,525       |              |              |              | 41,175       | 81           | Не пройшов | Не пройшов |

### Дзюдо
Спортсменів — 1
Чоловіки
| Спортсмен  | В/К   | 1/32               | 1/16                          | 1/8                | Чвертьфінал        | Півфінал           | 1-й втішний етап   | Втішний чвертьфінал | Втішний півфінал   | Фінал              |
| Спортсмен  | В/К   | Суперник Результат | Суперник Результат            | Суперник Результат | Суперник Результат | Суперник Результат | Суперник Результат | Суперник Результат  | Суперник Результат | Суперник Результат |
| ---------- | ----- | ------------------ | ----------------------------- | ------------------ | ------------------ | ------------------ | ------------------ | ------------------- | ------------------ | ------------------ |
| Алі Хусроф | 60 кг | -                  | Руслан Кішмахов Пор 0000/0200 | Закінчив виступ    | Закінчив виступ    | Закінчив виступ    | Закінчив виступ    | Закінчив виступ     | Закінчив виступ    | Закінчив виступ    |

### Легка атлетика
Спортсменів — 2
Чоловіки
| Мохаммед Аль Яфаі | 800м | 1.54,82 | 8 |  |  | Не пройшов | Не пройшов | Не пройшов | Не пройшов |

Жінки
| Спортсмен   | Вид  | Забіг     | Забіг | Чвертьфінал | Чвертьфінал | Півфінал   | Півфінал   | Фінал      | Фінал      |
| Спортсмен   | Вид  | Результат | Місце | Результат   | Місце       | Результат  | Місце      | Результат  | Місце      |
| ----------- | ---- | --------- | ----- | ----------- | ----------- | ---------- | ---------- | ---------- | ---------- |
| Васіла Саад | 100м | 1360      | 7     | Не пройшла  | Не пройшла  | Не пройшла | Не пройшла | Не пройшла | Не пройшла |

### Плавання
Спортсменів — 1
Чоловіки
| Спортсмен             | Вид                 | Заплив    | Заплив | Півфінал        | Півфінал        | Фінал           | Фінал           |
| Спортсмен             | Вид                 | Результат | Місце  | Результат       | Місце           | Результат       | Місце           |
| --------------------- | ------------------- | --------- | ------ | --------------- | --------------- | --------------- | --------------- |
| Абдулсалам Аль Гадабі | 50 м вільним стилем | 30,63     | 94     | Закінчив виступ | Закінчив виступ | Закінчив виступ | Закінчив виступ |